# AeroBoyacá
AeroBoyacá (acrónimo de Servicio Aéreo de Boyacá) es una empresa consolidadora de operaciones de vuelo en modalidad Charter para pasajeros de empresas de Boyacá, Entre sus planes iniciales pretende operar vuelos nacionales desde y hacia el departamento de Boyacá iniciando operaciones en el Aeropuerto Juan José Rondón del municipio de Paipa con una flota de aeronaves que permitan adaptarse a la topografía y las condiciones de los aeródromos existentes en el departamento.

## Historia
El 9 de febrero del 2017 se creó la empresa Servicio Aéreo de Boyacá para mejorar la conectividad del departamento con el resto del país ya que ninguna aerolínea comercial realiza operaciones en algún aeropuerto del departamento.

## Flota
La aerolínea tendrá una flota uniforme que permitirá realizar operaciones de despegue y aterrizaje en las pistas con las que cuenta el departamento de Boyacá con longitudes reducidas y topografía difícil.

## Destinos
Los destinos iniciales aprobados por la Aeronáutica Civil son los siguientes:
| País                                           | Ciudad                                         | Código de aeropuerto                           | Código de aeropuerto                           | Aeropuerto                                                | BOG | PAI | Otros    |
| País                                           | Ciudad                                         | IATA                                           | ICAO                                           | Aeropuerto                                                | BOG | PAI | Otros    |
| ---------------------------------------------- | ---------------------------------------------- | ---------------------------------------------- | ---------------------------------------------- | --------------------------------------------------------- | --- | --- | -------- |
| Colombia                                       | Bogotá                                         | BOG                                            | SKBO                                           | Aeropuerto Internacional El Dorado                        |     | •   |          |
| Colombia                                       | Bucaramanga                                    | BGA                                            | SKBG                                           | Aeropuerto Internacional Palonegro                        |     | •   |          |
| Colombia                                       | Paipa                                          | PAI                                            | SKPA                                           | Aeropuerto Juan José Rondón                               | •   |     | BGA, EYP |
| Colombia                                       | Yopal                                          | EYP                                            | SKYP                                           | Aeropuerto El Alcaraván                                   |     | •   |          |
| Última actualización: 18 de septiembre de 2017 | Última actualización: 18 de septiembre de 2017 | Última actualización: 18 de septiembre de 2017 | Última actualización: 18 de septiembre de 2017 | Total destinos: 4 nacionales Total de rutas: 3 nacionales | 1   | 3   | 2        |

### Próximos destinos
| Próximos destinos de AeroBoyacá | Próximos destinos de AeroBoyacá | Próximos destinos de AeroBoyacá | Próximos destinos de AeroBoyacá | Próximos destinos de AeroBoyacá | Próximos destinos de AeroBoyacá |
| Destino                         | Frecuencia                      | Origen                          | Inicia                          | Ref.                            |                                 |
| ------------------------------- | ------------------------------- | ------------------------------- | ------------------------------- | ------------------------------- | ------------------------------- |
| Medellín                        | 1                               | Paipa                           | Diciembre de 2017               | [ 2 ]                           |                                 |

### Cronología de rutas
| Rutas activas | Rutas activas | Rutas activas            | Rutas activas            | Rutas activas             | Rutas activas |
| Origen        | Destino       | Fecha de inicio          | Fecha de inicio          | Duración                  | Ref.          |
| ------------- | ------------- | ------------------------ | ------------------------ | ------------------------- | ------------- |
| Paipa         | Bogotá        | 31 de julio de 2017      | 31 de julio de 2017      | 7 años, 7 meses y 10 días | [ 2 ]         |
| Paipa         | Yopal         | 4 de septiembre de 2017  | 4 de septiembre de 2017  | 7 años, 6 meses y 6 días  | [ 2 ]         |
| Paipa         | Bucaramanga   | 18 de septiembre de 2017 | 18 de septiembre de 2017 | 7 años, 5 meses y 22 días | [ 2 ]         |